# 人喰いネズミの島
『人喰いネズミの島』（ひとくいネズミのしま、The Killer Shrews）は、レイ・ケロッグ監督、ケン・カーティスとゴードン・マクレンドン製作による1959年公開のアメリカ合衆国のインディペンデントSFホラー映画である。出演はジェームズ・ベスト、イングリッド・グーデ、カーティス、マクレンドン、バルック・ルメットらである。

## あらすじ
とある島ではトガリネズミを用いた実験を行っていたが、実験の失敗により暴走する。
偶然島に来ていた船乗りは、急ごしらえの武器でトガリネズミに対抗する。

## キャスト
- ジェームズ・ベスト
- イングリッド・グーデ
- ケン・カーティス
- ゴードン・マクレンドン
- バルーク・ルメット
- ジャッジ・ヘンリー・デュプリー